# Sibatania fluctigena
Sibatania fluctigena är en fjärilsart som beskrevs av Hiramatsu 1978. Sibatania fluctigena ingår i släktet Sibatania och familjen mätare. Inga underarter finns listade i Catalogue of Life.